# Kohlweg 18 (Saarbrücken)

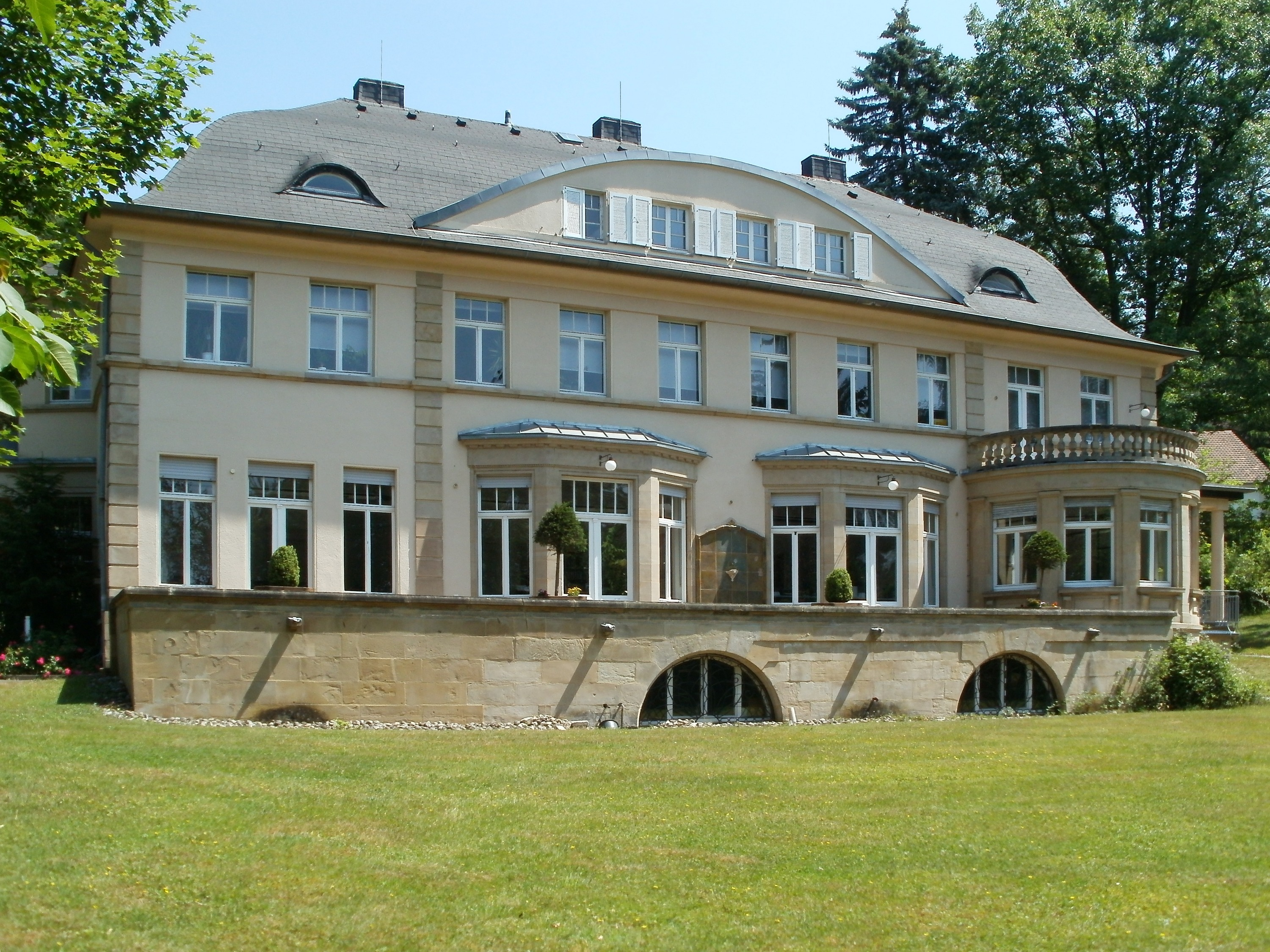
Rückwärtige Ansicht der Villa mit Gartenterrasse

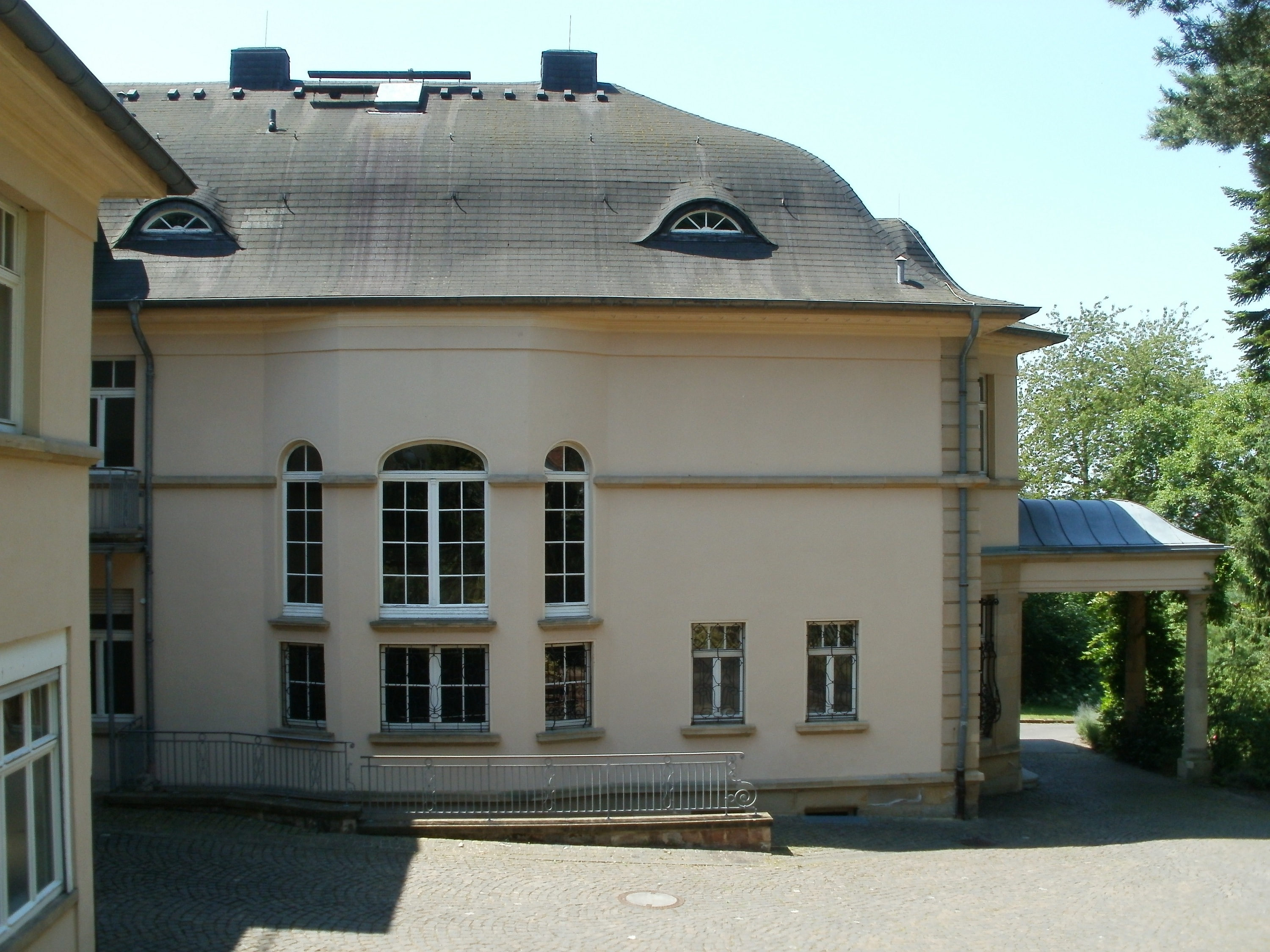
Vorderseite des Haupttrakts und Hof

Die Villa im Kohlweg 18 in Saarbrücken ist ein denkmalgeschütztes Gebäude.

## Geschichte
Die repräsentative Villa wurde 1924 nach Plänen des Architekten und Bauunternehmers Christian Towae für den Kaufmann Heinrich Lampert erbaut. Nach dem Zweiten Weltkrieg nutzte die französische Verwaltung das Gebäude für die Staatliche Hochschule für Musik. In den 1970er Jahren war die Villa Sitz der Verwaltung der Fachhochschule für Sozialpädagogik und wird seit 1993 als Haus der Bauwirtschaft von verschiedenen Bau-Fachverbänden genutzt.

## Architektur
Die Villa gilt als typisch für die Architektur der 1920er Jahre in der Region und besitzt einen u-förmigen Grundriss. Der Haupttrakt des zweigeschossigen Baus mit geschweiftem Mansardendach besitzt mehrere unterschiedlich gestaltete Erker. Die ursprünglich symmetrische Schaufassade zum kleinen Park wurde durch Abriss eines runden Erkers inzwischen verändert und ist mit Lisenen und einem Gurtgesims gegliedert. Vorgelagert ist der Fassade eine erhöhte Gartenterrasse.